# John Flaxman
John Flaxman (n. 6 iulie 1755 - n. 7 decembrie 1826) a fost un desenator, gravor, grafician, ilustrator de carte și sculptor englez.  Deși a fost un artist talentat în tot ceea ce a creat, faima de artist de calitate și-a dobândit-o ca ilustrator al epopeilor Iliada și Odiseea ale lui Homer, respectiv a Divinei Comedii a lui Dante Alighieri. 

## Galerie de imagini

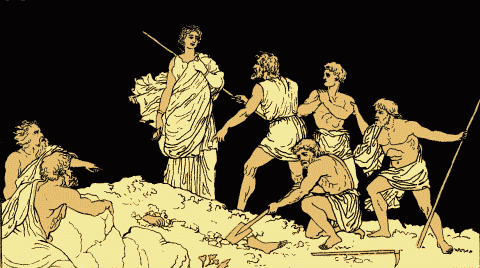
Antigona şi trupul lui Polinice
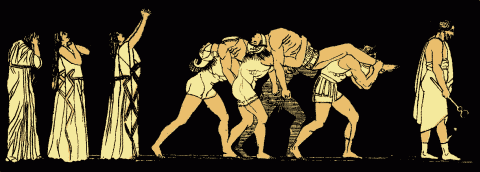
Eteocle şi Polinice
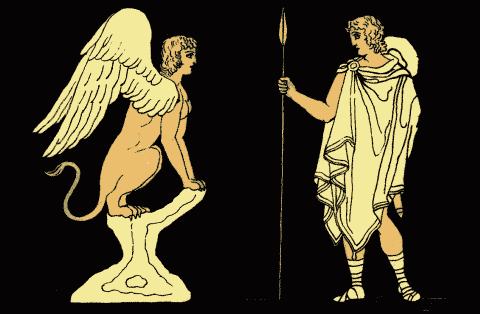
Oedip şi Sfinxul

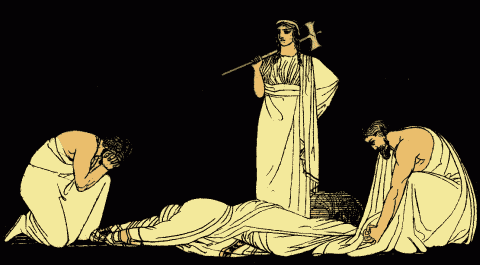
Uciderea lui Agamemnon
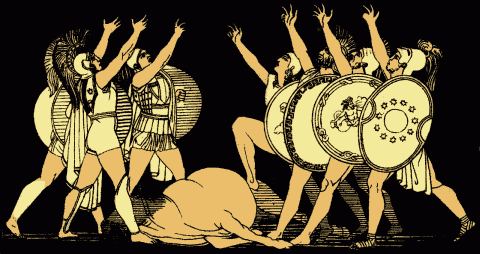
Jurământul celor şapte şefi
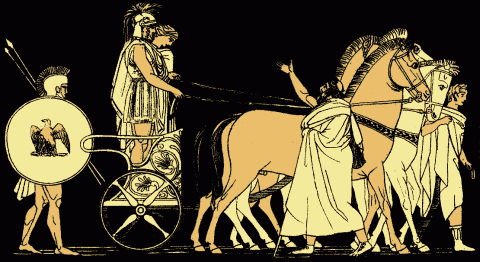
Întoarcerea lui Agamemnon

1. ↑   https://www.workwithdata.com/person/john-flaxman-1755, accesat în 28 octombrie 2024 Lipsește sau este vid: |title= (ajutor)
2. ↑  LIBRIS, 26 martie 2018, accesat în 24 august 2018
3. ↑  RKDartists, accesat în 2 martie 2018
4. ↑  Autoritatea BnF, accesat în 10 octombrie 2015
5. ↑  Czech National Authority Database, accesat în 1 martie 2022